# 西港 (俄克拉何馬州)
西港（英語：Westport）是美国奧克拉荷馬州波尼縣的一个城镇，在2010年的人口普查中人口为298人，比2000年人口普查的数据264人增长12.9%。